# Gloria Posada
Gloria Posada (Medellín, 1967) es una poeta, antropóloga, artista y maestra plástica de Colombia. Su trayectoria como artista es más conocida, pues se ha destacado en numerosas exposiciones individuales y colectivas tanto en el país como en el exterior. Sin embargo, su visión creadora continúa siendo en esencia poética, ya que se sirve de las imágenes, los espacios públicos, la fotografía, la instalación, el vídeo y demás técnicas plásticas, como extensiones mucho más abiertas y activas de la poiesis en contacto permanente con la realidad colombiana y universal, la ciudad, la cultura popular, los conflictos urbanos y sociales.
"Maestra en Bellas Artes y antropóloga de formación, Gloria Posada ha sido una constante animadora del medio artístico en Medellín desde un trabajo múltiple como artista (tanto individualmente como en colectivos), poeta, pedagoga y escritora de notas sobre arte. Muchas de estas actividades involucran grupos amplios de personas de diversas disciplinas para realizar una propuesta artística muy interesante y compleja, que toma la ciudad, sus habitantes y su diario vivir como tema para su investigación". José Roca 

## Obra poética
- Oficio Divino (1992). Premios Nacionales de Literatura, Colcultura. Colombia.
- Vosotras (1993). Colección Autores Antioqueños, Gobernación de Antioquia. Colombia.
- La cicatriz del nacimiento (2000). Ojo Editorial, Medellín. Colombia.
- Naturalezas (2006). Ediciones Sin Nombre. México.
- Bajo el cielo. Antología poética 2011-1985 (2013). Universidad Veracruzana. México.
- Aire en luz. Muestra de poesía 2016-1985 (2017). Del Centro Editores Madrid y el Proyecto Transatlántico de Brown University, dirigido por Julio Ortega.

## Distinciones
- 2004. Residencia artística Colombia-México, Ministerio de Cultura de Colombia y

FONCA/CONACULTA, México.
- 2002. Beca de Creación en Poesía, Ministerio de Cultura de Colombia. Proyecto Lugares.

- Mención Honoríﬁca, Premio Hispanoamericano de Poesía Casa de las Américas, con el libro Naturalezas. Habana, Cuba.

- 1992. Premio Nacional de Poesía Joven Ciudad de Popayán - Colcultura, con el libro Oﬁcio

Divino. Instituto Colombiano de Cultura, Colcultura.
- Beca de Creadores Jóvenes Francisco de Paula Santander, área de poesía. Instituto Colombiano de Cultura, Colcultura.

- Seleccionada por la obra poética como una de las Mujeres del Año. Revista del Jueves de El Espectador, No. 819, 31 de diciembre de 1992.

- 1991. Segundo Lugar Premio Nacional de Poesía Carlos Castro Saavedra. Alianza

Francesa, Medellín.
- 1990. Finalista en el Premio Nacional de Poesía Eduardo Cote Lamus con el libro Vosotras.

- Colaboró en diferentes revistas culturales del país y en periódicos como El Tiempo, El Espectador, El Colombiano, La Hoja de Medellín y El Mundo.

## Algunas distinciones en las artes plásticas
- Diploma de Mérito Otorgado por el Centro de Artes Plásticas y Diseño, Habana, Cuba, 1992
- Beca de Creación Individual Francisco de Paula Santander. Área de Escultura, 1994
- Segundo Premio, II Salón Universitario de Artes Plásticas Latinoamericano, Universidad Federal de Mato Grosso Do Sul, Brasil, 1995
- Segundo Premio, XXII Salón Nacional de Arte Joven, Museo de Antioquia, Medellín, Colombia
- Beca de Creación Fondos Mixtos de Cultura Área de Artes Gráficas, Grupo Grafito, proyecto “Impresiones”, 1997
- Beca de Creación Colectiva, Arte en Espacio Público, Proyecto SED. Grupo Urbe, Medellín, 1999
- Mención Honorífica IX Salón Regional de Artistas Zona Antioquia. Participación con el Grupo Urbe, Universidad EAFIT Medellín, 2000
- Premio Memoria, modalidad escultura memorial, en los 52° Premios Nacionales de Cultura Universidad de Antioquia, 2020.